# استورم‌برو
استورم‌برو یک برنامه پنهانی نظارت بر اینترنت است؛ که آژانس امنیت ملی ایالات متحده آمریکا آن را مدیریت می‌کند. وجود این برنامه در ژوئن ۲۰۱۳ توسط ادوارد اسنودن فاش شد.
بودجه استورم برو برای سال مالی ۲۰۱۳ (میلادی) برابر 46,06M$ میلیون دلار آمریکا بوده‌است.

## جزئیات
استورم‌برو با یک «شرکت اصلی همکار» بر اینترنت نظارت می‌کند. در ۲۳ اکتبر ۲۰۱۳ متیو اید تاریخ‌شناس در واشینگتن پست آشکار کرد که این «شرکت اصلی همکار» ورایزن کامیونیکیشنز است. این موضوع را پروپابلیکا و نیویورک تایمز در ۱۵ اوت ۲۰۱۵ تأیید کردند.
استورم‌برو یک برنامه چتری برای نظارت بر مخابرات است و در دسته آپ استریم کالکشن قرار می‌گیرد. یعنی داده را مستقیماً از کابل‌های فیبر نوری از بالاترین زیرساخت‌های ارتباطی، گردآوری می‌کند و به این ترتیب، حجم زیادی از داده را برداشت می‌کند. نخستین گام پیش‌انتخابی را خود رساننده‌های خدمات اینترنتی انجام می‌دهند. این رساننده‌ها آن بخش از ترافیک اینترنت را برداشت می‌کنند که به احتمال بسیار زیاد، مربوط به خارج از آمریکا است. سپس داده به آژانس امنیت ملی فرستاده می‌شود. در آنجا مدت کوتاهی پس از آنکه داده، کپی شد دومین گام انتخاب، اجرا می‌شود. در این گام، "انتخاب‌گرهای پرقدرت" مانند شماره تلفن، ایمیل، یا نشانی آی‌پی، داده مردم یا سازمان‌هایی که آژانس امنیت ملی بر آنها تمرکز دارند را غربال می‌کنند.
یک نقشه، نشان می‌دهد که گردآوری در سراسر آمریکا انجام می‌شود. این شرکت همکار (ورایزن کامیونیکیشنز) در واشینگتن، دی.سی.، کالیفرنیا، تگزاس، فلوریدا، و اطراف نیویورک، ویرجینیا، و پنسیلوانیا مرکز گردآوری داده دارد..

## نمادگرهای کنش شنود الکترونیک
استورم‌برو دو نمادگر کنش شنود الکترونیک دارد:
| نماد              | نام صوری     | وضعیت حقوقی        | هدف‌های اصلی              | گونه اطلاعات گردآوری شده | ملاحظات                                                                                    |
| ----------------- | ------------ | ------------------ | ------------------------ | --- | ------------------------------------------------------------------------------------------ |
| US-3140 (PDDG:TM) | MADCAPOCELOT | فرمان اجرایی ۱۲۳۳۳ | تروریسم در روسیه و اروپا | اطلاعات شبکه دیجیتال و فراداده بدست آمده از ایکس‌کی‌اسکور، پین‌ویل، و مارینا |                                                                                            |
| US-983 (PDDG:FL)  | STORMBREW    |                    | جهانی                    | - ثبت کننده اطلاعات ارتباطی (بخش ONMR) - گردآوری اطلاعات شبکه دیجیتال، محدود به لایحه نظارت بر اطلاعات خارجی و متمم‌های لایحه ۲۰۰۸ لایحه نظارت بر اطلاعات خارجی ۱۹۷۸، Cyber hit counts بر پایه دسترسی اطلاعات شبکه دیجیتال متمم‌های لایحه ۲۰۰۸ لایحه نظارت بر اطلاعات خارجی ۱۹۷۸" | "شرکت اصلی همکار [ورایزن کامیونیکیشنز] به کابل، رهیاب، و سوئیچ‌های بین‌المللی، دسترسی دارد." |

### نکته
فرض شده  که نمادگرهای کنش شنود الکترونیک بر پایه بخش ۷۰۲ متمم‌های لایحه ۲۰۰۸ لایحه نظارت بر اطلاعات خارجی ۱۹۷۸ کار می‌کنند. مگر اینکه خلاف آن تشخیص داده شود.

### واژه‌نامه
Cyber Hit Count (شمار آمار سایبری): تاکنون هیچ تعریفی برای آن ارائه نشده است.
Directory ONMR (بخش ONMR): تاکنون هیچ تعریفی برای آن ارائه نشده است.
مارینا: پایگاه داده آژانس امنیت ملی برای فراداده اینترنت
سازمان جابجا کننده: یک سازمان قضایی که تایین می‌کند که ارتباطاتی که از آمریکا می‌گذرد قابل برداشت است، به شرطی که هر دو سر آن در خارج از آمریکا باشند.

## رسانه

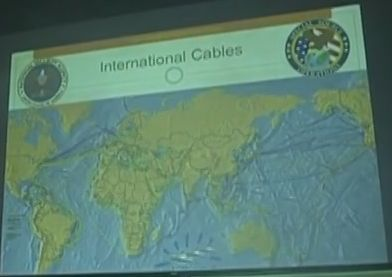
آپ استریم کالکشن: نقشه کابل‌های بین‌المللی
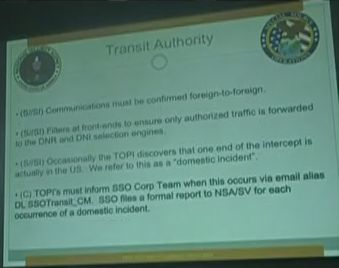
آپ استریم کالکشن: سازمان جابجا کننده
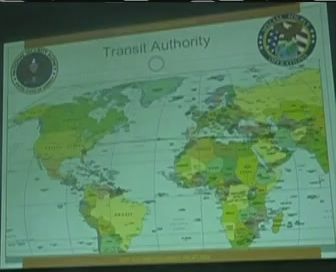
آپ استریم کالکشن: نقشه سازمان جابجا کننده
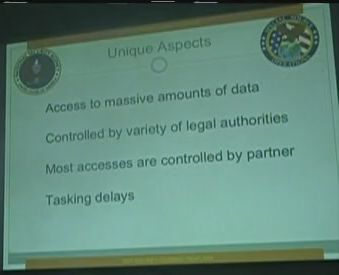
آپ استریم کالکشن: مباحث ویژه
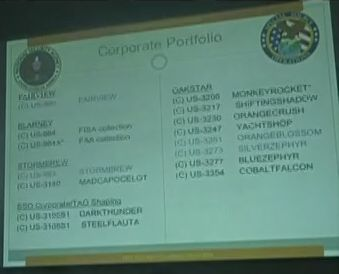
آپ استریم کالکشن: نمونه‌کار همکاری با شرکت‌ها
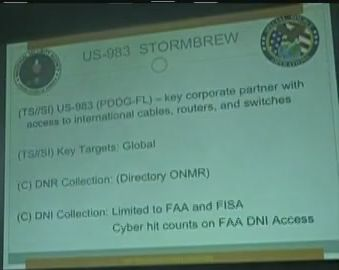
نمادگر کنش شنود الکترونیک استورم‌برو
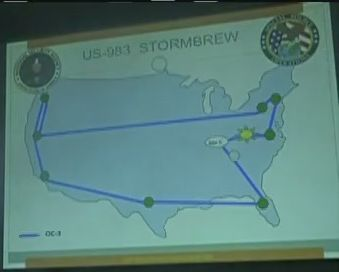
نقشه نمادگرهای کنش شنود الکترونیک استورم‌برو
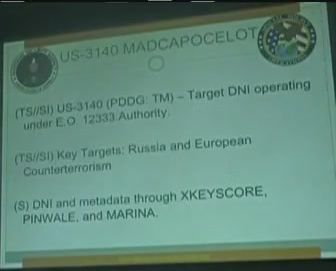
استورم‌برو: MADCAPOCELOT